# マエストラーレ (駆逐艦)
マエストラーレ (Maestrale) はイタリアの駆逐艦。マエストラーレ級。

## 艦歴
1931年9月25日に起工。1934年4月15日に進水し、同年9月2日に就役した。1937年から1938年にかけてはスペイン内戦に参加し、イタリア人志願兵を乗せた商船をスペインまで護衛した。
1943年1月9日、イギリス敷設巡洋艦「アブディール」が敷設した機雷に触れ損傷。
ジェノヴァで修理中、休戦により1943年9月9日に自沈した。